# Fargues-sur-Ourbise
Fargues-sur-Ourbise – miejscowość i gmina we Francji, w regionie Nowa Akwitania, w departamencie Lot i Garonna.
Według danych na rok 1990 gminę zamieszkiwały 283 osoby, a gęstość zaludnienia wynosiła 6 osób/km² (wśród 2290 gmin Akwitanii Fargues-sur-Ourbise plasuje się na 897. miejscu pod względem liczby ludności, natomiast pod względem powierzchni na miejscu 135).